# Брнелићи
Брнелићи (хрв. Brnelići) су насељено место у општини Јелење, Приморско-горанска жупанија, Хрватска.

## Историја
До територијалне реорганизације у Хрватској били су у саставу старе општине Ријека.

## Становништво
У попису становништва из 2011. године, Брнелићи су имали 85 становника.
| Број становника према пописима | Број становника према пописима | Број становника према пописима | Број становника према пописима | Број становника према пописима | Број становника према пописима | Број становника према пописима | Број становника према пописима | Број становника према пописима | Број становника према пописима | Број становника према пописима | Број становника према пописима | Број становника према пописима | Број становника према пописима | Број становника према пописима | Број становника према пописима |
| ------------------------------ | ------------------------------ | ------------------------------ | ------------------------------ | ------------------------------ | ------------------------------ | ------------------------------ | ------------------------------ | ------------------------------ | ------------------------------ | ------------------------------ | ------------------------------ | ------------------------------ | ------------------------------ | ------------------------------ | ------------------------------ |
| 1857                           | 1869                           | 1880                           | 1890                           | 1900                           | 1910                           | 1921                           | 1931                           | 1948                           | 1953                           | 1961                           | 1971                           | 1981                           | 1991                           | 2001                           | 2011                           |
| 160                            | 145                            | 139                            | 150                            | 173                            | 174                            | 179                            | 226                            | 78                             | 91                             | 110                            | 103                            | 74                             | 62                             | 83                             | 85                             |

### Попис1991.
У попису становништва из 1991. године, Брнелићи су имали 62 становника, следећег националног састава:
| Попис 1991.‍ | Попис 1991.‍ | Попис 1991.‍ | Попис 1991.‍ | Попис 1991.‍ |
| ----------- | ----------- | ----------- | ----------- | ----------- |
|             |             |             |             |             |
| Хрвати      | Хрвати      |             | 61          | 98,38%      |
| Срби        | Срби        |             | 1           | 1,61%       |
| укупно: 62  |             |             |             |             |